# شارپ (کنتاکی)
شارپ، کنتاکی (انگلیسی: Sharpe, Kentucky) یک محدوده ثبت‌نشده در شهرستان مارشال، کنتاکی واقع‌در ایالات متحده آمریکا است.
توماس ریکمن (۱۹۴۰–۲۰۱۸)، فیلمنامه‌نویس آمریکایی، در شارپ به دنیا آمد.